# 博爾肯湖

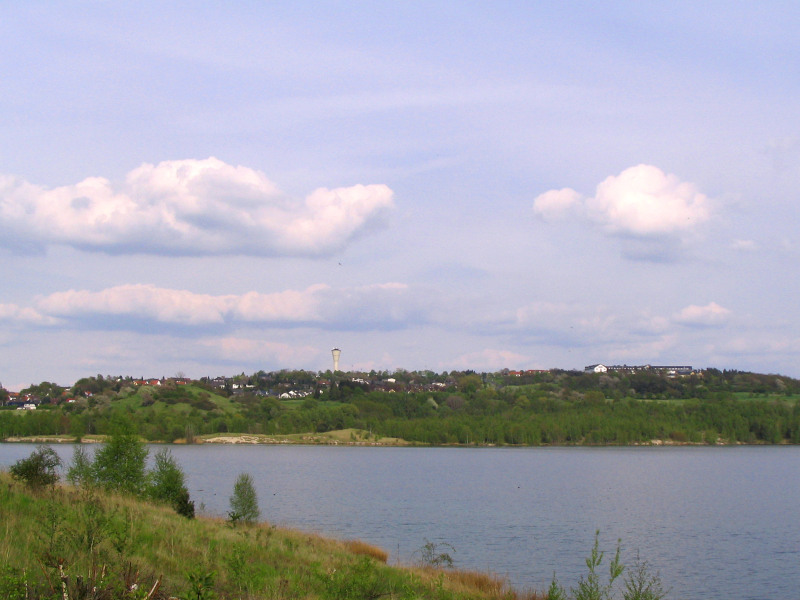

51°02′05″N 9°16′01″E / 51.034686°N 9.266895°E
博爾肯湖（德語：Borkener See），是德國的人工湖泊，位於該國中部，由黑森州負責管轄，處於施瓦爾姆-埃德爾縣，長1.3公里、寬0.8公里，面積0.14平方公里，海拔高度177米，最大水深52.5米。